# Dare Valley Railway
Die Dare Valley Railway war eine britische Eisenbahngesellschaft in Rhondda Cynon Taf in Wales im Vereinigten Königreich.
Die Gesellschaft erhielt auf Betreiben der Taff Vale Railway am 21. Juli 1863 die Konzession zum Bau einer 5,6 Kilometer langen Nebenstrecke ins Tal des Dare. Die Strecke zweigte in Aberdare von der TVR-Strecke ab und erschloss die Schiefer-Steinbrüche am Talende. 
Die Strecke wurde von Beginn an durch die Taff Vale Railway betrieben. Zum 1. Januar 1871 pachtete sie die Strecke und übernahm sie zum 26. August 1889. Von 1906 bis zur Stilllegung im September 1924 wurden Lokomotiven mit Verbrennungsmotor eingesetzt. 